# Haramiyida
Ordre
Haramiyida (ou les Haramiyidiens) est un ordre fossile de Mammaliaformes ayant vécu du Trias supérieur jusqu'à la fin du Crétacé, d'environ 215 à 66 millions d'années (Ma), c'est-à-dire sur une période d'environ 150 Ma. Après avoir été un temps considérés comme des Mammifères, les Haramiyidiens sont aujourd'hui rattachés aux Mammaliaformes, au sein desquels ils occupent une position assez basale,,,,. Une étude de 2018 a en effet montré que les Haramiyidiens formaient un groupe monophylétique de Mammaliaformes non-mammifères (n'allaitant pas leurs petits et pondant probablement des œufs) avec, notamment, les Gondwanathériens.

## Distribution géographique et chronologique
Les Haramiyidiens ont d'abord été découverts en Europe, souvent sous forme de dents isolées (la partie du squelette qui est le plus souvent préservée lors de la fossilisation). D'autres genres ont ensuite été identifiés en Afrique et au Groenland. Depuis 2015, un grand nombre de nouveaux genres ont été décrits dans le Jurassique de Chine et de Mongolie, non plus à partir de dents isolées mais de squelettes souvent complets et très bien conservés, comme c'est le cas par exemple dans la formation de Tiaojishan, dans le nord-est de la Chine.
L'Haramiyidien le plus récent date du Maastrichtien (fin du Crétacé). Il s'agit d'un fossile indien nommé Avashishta. D'autres Haramiyidiens du Crétacé inférieur ont été découverts au Maroc, laissant supposer que ces animaux vivaient aussi au Gondwana à cette époque. En 2018, un Haramiyidien nord-américain du même âge a été décrit, Cifelliodon, qui suggère l'existence de communications entre les deux continents. Avec une durée d'existence de l'ordre de 150 Ma, les Haramiyidiens ont été la lignée la plus durable des Mammaliaformes.

## Paléobiologie
Les Haramiyida sont des animaux à pelage, de petite taille, arboricoles ou terrestres, avec des régimes alimentaires végétivores ou omnivores très variés (fruits, graines, insectes…). Certains d'entre eux possèdent des membranes de peau tendues entre les membres et différentes parties du corps, des patagiums, comme Arboroharamiya, Vilevolodon et Maiopatagium, qui en font des animaux « volants » en vol plané à la manière des écureuils volants actuels,. 

## Classification
Cladogramme des Mammaliaformes selon Brusatte et Luo en 2016 montrant la position phylogénétique des Haramiyida :
|         | † Docodonta (ex. Castorocauda)                                                                      |
|         | |
| unnamed | \| \| † Hadrocodium \| \| \| \| \| \| Mammalia (groupe-couronne des Mammifères actuels) \| \| \| \| |
|         | \| \| † Hadrocodium \| \| \| \| \| \| Mammalia (groupe-couronne des Mammifères actuels) \| \| \| \| |
|         | † Hadrocodium                                                                                       |
|         | |
|         | Mammalia (groupe-couronne des Mammifères actuels)                                                   |
|         | |

|  | † Hadrocodium                                     |
|  |                                                   |
|  | Mammalia (groupe-couronne des Mammifères actuels) |
|  |                                                   |

|         | † Docodonta (ex. Castorocauda)                                                                      |
|         | |
| unnamed | \| \| † Hadrocodium \| \| \| \| \| \| Mammalia (groupe-couronne des Mammifères actuels) \| \| \| \| |
|         | \| \| † Hadrocodium \| \| \| \| \| \| Mammalia (groupe-couronne des Mammifères actuels) \| \| \| \| |
|         | † Hadrocodium                                                                                       |
|         | |
|         | Mammalia (groupe-couronne des Mammifères actuels)                                                   |
|         | |

|  | † Hadrocodium                                     |
|  |                                                   |
|  | Mammalia (groupe-couronne des Mammifères actuels) |
|  |                                                   |

|         | † Docodonta (ex. Castorocauda)                                                                      |
|         | |
| unnamed | \| \| † Hadrocodium \| \| \| \| \| \| Mammalia (groupe-couronne des Mammifères actuels) \| \| \| \| |
|         | \| \| † Hadrocodium \| \| \| \| \| \| Mammalia (groupe-couronne des Mammifères actuels) \| \| \| \| |
|         | † Hadrocodium                                                                                       |
|         | |
|         | Mammalia (groupe-couronne des Mammifères actuels)                                                   |
|         | |

|  | † Hadrocodium                                     |
|  |                                                   |
|  | Mammalia (groupe-couronne des Mammifères actuels) |
|  |                                                   |

|         | † Docodonta (ex. Castorocauda)                                                                      |
|         | |
| unnamed | \| \| † Hadrocodium \| \| \| \| \| \| Mammalia (groupe-couronne des Mammifères actuels) \| \| \| \| |
|         | \| \| † Hadrocodium \| \| \| \| \| \| Mammalia (groupe-couronne des Mammifères actuels) \| \| \| \| |
|         | † Hadrocodium                                                                                       |
|         | |
|         | Mammalia (groupe-couronne des Mammifères actuels)                                                   |
|         | |

|  | † Hadrocodium                                     |
|  |                                                   |
|  | Mammalia (groupe-couronne des Mammifères actuels) |
|  |                                                   |

|         | † Docodonta (ex. Castorocauda)                                                                      |
|         | |
| unnamed | \| \| † Hadrocodium \| \| \| \| \| \| Mammalia (groupe-couronne des Mammifères actuels) \| \| \| \| |
|         | \| \| † Hadrocodium \| \| \| \| \| \| Mammalia (groupe-couronne des Mammifères actuels) \| \| \| \| |
|         | † Hadrocodium                                                                                       |
|         | |
|         | Mammalia (groupe-couronne des Mammifères actuels)                                                   |
|         | |

|  | † Hadrocodium                                     |
|  |                                                   |
|  | Mammalia (groupe-couronne des Mammifères actuels) |
|  |                                                   |

|         | † Docodonta (ex. Castorocauda)                                                                      |
|         | |
| unnamed | \| \| † Hadrocodium \| \| \| \| \| \| Mammalia (groupe-couronne des Mammifères actuels) \| \| \| \| |
|         | \| \| † Hadrocodium \| \| \| \| \| \| Mammalia (groupe-couronne des Mammifères actuels) \| \| \| \| |
|         | † Hadrocodium                                                                                       |
|         | |
|         | Mammalia (groupe-couronne des Mammifères actuels)                                                   |
|         | |

|  | † Hadrocodium                                     |
|  |                                                   |
|  | Mammalia (groupe-couronne des Mammifères actuels) |
|  |                                                   |

|         | † Docodonta (ex. Castorocauda)                                                                      |
|         | |
| unnamed | \| \| † Hadrocodium \| \| \| \| \| \| Mammalia (groupe-couronne des Mammifères actuels) \| \| \| \| |
|         | \| \| † Hadrocodium \| \| \| \| \| \| Mammalia (groupe-couronne des Mammifères actuels) \| \| \| \| |
|         | † Hadrocodium                                                                                       |
|         | |
|         | Mammalia (groupe-couronne des Mammifères actuels)                                                   |
|         | |

|  | † Hadrocodium                                     |
|  |                                                   |
|  | Mammalia (groupe-couronne des Mammifères actuels) |
|  |                                                   |

|         | † Docodonta (ex. Castorocauda)                                                                      |
|         | |
| unnamed | \| \| † Hadrocodium \| \| \| \| \| \| Mammalia (groupe-couronne des Mammifères actuels) \| \| \| \| |
|         | \| \| † Hadrocodium \| \| \| \| \| \| Mammalia (groupe-couronne des Mammifères actuels) \| \| \| \| |
|         | † Hadrocodium                                                                                       |
|         | |
|         | Mammalia (groupe-couronne des Mammifères actuels)                                                   |
|         | |

|  | † Hadrocodium                                     |
|  |                                                   |
|  | Mammalia (groupe-couronne des Mammifères actuels) |
|  |                                                   |

## Liste des sous-taxons
- Kirtlingtonia Butler & Hooker, 2005 [taxon basé sur des dents]

- Famille des Haramiyaviidae Butler, 2000
  - Haramiyavia Jenkins et al., 1997

Euharamiyida Bi et al., 2014
- Millsodon Butler et Hooker, 2005 [taxon basé sur des dents]

- Famille des Eleutherodontidae Kermack et al., 1998
  - Eleutherodon Kermack et al., 1998
  - Maiopatagium Luo et al., 2017
  - Megaconus Zhou et al., 2013
  - Sineleutherus Martin, Averianov et Pfretzschner, 2010
    - S. uyguricus Martin, Averianov & Pfretzschner 2010
    - S. issedonicus Averianov, Lopatin & Krasnolutskii 2011

  - Vilevolodon Luo et al.[8], 2017
  - Xianshou et al., 2014
    - X. linglong Bi et al., 2014
    - X. songae Bi et al., 2014

- Famille des Arboroharamiyidae Zheng et al., 2013
  - Arboroharamiya Zheng et al., 2013

- Famille des Shenshouidae Mao et Meng[10], 2019
  - Qishou Mao et Meng[10], 2019
  - Shenshou Bi et al., 2014
  - Sharypovoia Averianov et al., 2019

- Famille des Theroteinidae Sigogneau-Russell, Frank & Hammerle[11], 1986
  - Theroteinus
    - Theroteinus nikolai Sigogneau-Russell, Frank & Hammerle[11], 1986
    - Theroteinus rosieriensis Sigogneau-Russell[11], 2016

- Famille des Haramiyidae Poche, 1908
  - Eoraetica
  - Avashishta Anantharaman et al., 2006
  -  ? Allostaffia (Heinrich, 1999) Heinrich, 2004  [possible gondwanathérien[12]]
  - Thomasia Poche, 1908
    - T. woutersi Butler et MacIntyre, 1994
    - T. hahni Butler et MacIntyre, 1994
    - T. moorei (Owen 1871) Butler et MacIntyre, 1994 [taxon basé sur des dents]
    - T. antiqua (Plieninger, 1847) Poche, 1908 [taxon basé sur des dents]

- Famille des Hahnodontidae
  - Cifelliodon Huttenlocker et al.[6], 2018
  - Hahnodon Sigogneau-Russell, 1991
  -  ? Denisodon Hahn et Hahn, 2003

 ? Gondwanatheria